# Teladan (Bosar Maligas)
Teladan is een bestuurslaag in het regentschap Simalungun van de provincie Noord-Sumatra, Indonesië. Teladan telt 1459 inwoners (volkstelling 2010).